# 真田大和守
真田 大和守（しんでん やまとのかみ）は、戦国時代から安土桃山時代にかけての武士。小早川氏の家臣。実名は不明。

## 略歴
天文21年（1552年）、小早川隆景から安芸国豊田郡大崎に5貫を賜る。翌天文22年（1553年）、同郡本郷の代官に任ぜられた。小早川家文書にある正月の座配立書には永禄年間では上座から6～7番目に記されていた。天正4年（1576年）の座配立書には、子・与三右衛門尉が上座から12番目に記されていることから、同年までには家督を譲ったと推測される。